# Kerncentrale Cruas
De kerncentrale Cruas ligt tussen Cruas en Meysse in het departement Ardèche, 15 kilometer boven Montélimar aan de rivier de Rhône.
De centrale heeft vier drukwaterreactoren (PWR).
Opvallend is de cementwinning met fabriek vlak naast de centrale.
| reactorblok | reactortype | vermogen | begin bouw | inbedrijfname | stillegging |
| ----------- | ----------- | -------- | ---------- | ------------- | ----------- |
| Cruas-1     | PWR         | 900 MW   | 1977       | 1984          |             |
| Cruas-2     | PWR         | 900 MW   | 1978       | 1985          |             |
| Cruas-3     | PWR         | 900 MW   | 1979       | 1984          |             |
| Cruas-4     | PWR         | 900 MW   | 1979       | 1985          |             |